# چاستا
چاستا (به لاتین: Chaseta) یک منطقهٔ مسکونی در مالاوی است که در بخش سالیما واقع شده‌است. چاستا ۶۹۸ متر بالاتر از سطح دریا واقع شده‌است.